# در زیر پلکان باستانی
در زیر پلکان باستانی (ایتالیایی: Per le antiche scale) یک فیلم درام ایتالیایی به کارگردانی مائورو بولونینی است که در سال ۱۹۷۵ منتشر شد.

## بازیگران
- مارچلو ماسترویانی
- فرانسواز فابیان
- مارته کلر
- باربارا بوشه
- سیلوانو ترانکوئیلی
- انتسو روبوتی
- لوچا بوزه
- آدریانا آستی
- ماریا میکی
- پائولا کوراتسی